# Češljasta pirevina
Češljasta pirevina (lat. Agropyron cristatum (L.) Gaertn.) vrsta je trave iz roda Agropyron Gaertn.

## Opšte karakteristike
Češljasta pirevina je višegodišnja biljka sa kratkim vlaknastim rizomima i uspravnim ili ustajućim stablom, visokim do 75 cm, pri donjem delu krtolasto zadebljalim. Listovi su pepeljasto zeleni, ravni ili delimično uzdužno savijeni, goli. Klas je kratak, gust, sa mnogo klasića, koji su poređani u obliku češlja. Klasići su dugi do 9 mm, a sastoje se iz tri do pet cvetova. Pleve su gole, sa po jednim jače izraženim nervom, dok su ostala dva nerva slabije izražena. Donja plevica je duga do 6 mm, sa osjem dugim do 2 mm. Antere su duge oko 3 mm. Plod je upola kraći od gornje plevice, čunast, na prednjoj strani sa duguljastim žlebom. Cveta u maju. Utvrđen je broj hromozoma 2n = 14, 28 (42).

## Stanište i rasprostranjenje
Naseljava peščare i suve livade u Evropi i Aziji. U Severnoj Americi je introdukovana vrsta. Uneta je u prvoj polovini dvadesetog veka, u cilju podsejavanja napuštenih poljoprivrednih površina sa različitim stepenom erozije i sekundarne sukcesije. A. cristatum is very long lived, with stands often remaining productive for 30 years or more.

## Varijabilnost vrste
Češljasta pirevina je veoma polimorfna vrsta, posebno u pogledu indumentuma cvetnih i vegetativnih delova, prisustvu ili odsustvu naduvenih bazalnih internodija stabla, gustine i veličine klasića, kao i oblika i strukture listova cvetnih i vegetativnih izdanaka.
- [4]